# Sclerocactus parviflorus
Sclerocactus parviflorus là một loài thực vật có hoa trong họ Cactaceae. Loài này được Clover & Jotter miêu tả khoa học đầu tiên năm 1941.

## Hình ảnh

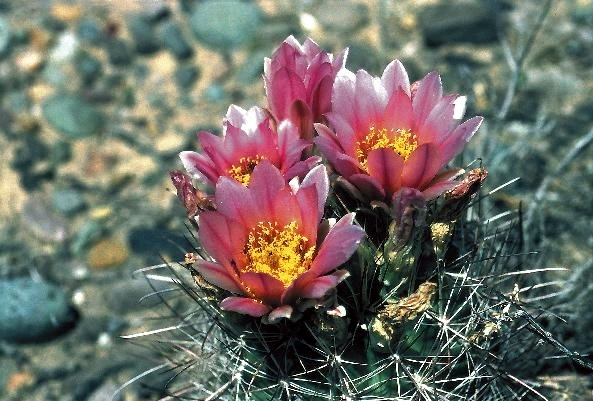
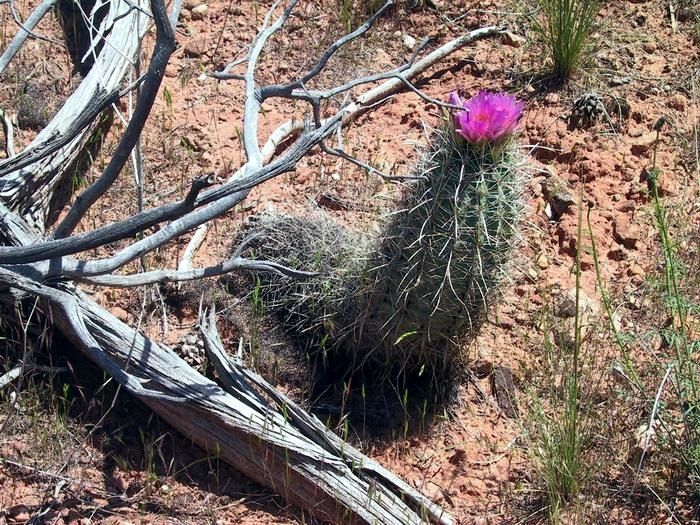
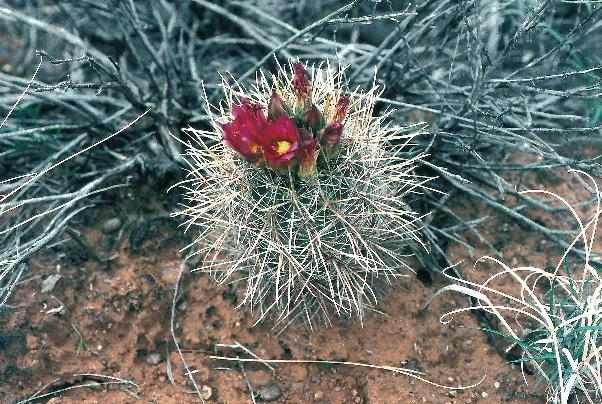
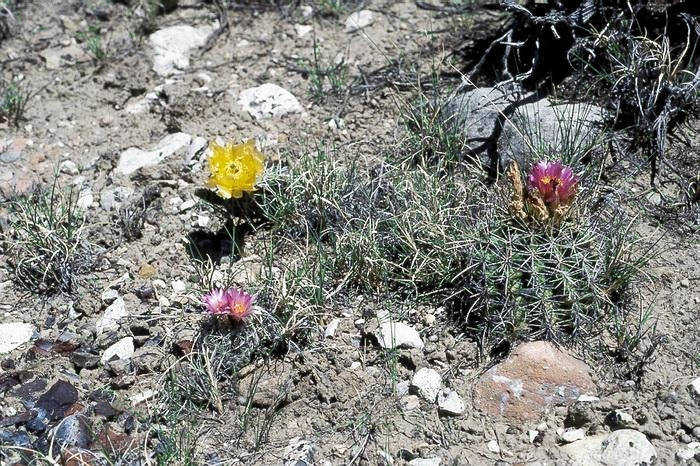